# (4095) Ishizuchisan
(4095) Ishizuchisan (1987 SG) – planetoida z pasa głównego asteroid okrążająca Słońce w ciągu 3,09 lat w średniej odległości 2,12 j.a. Odkryta 16 września 1987 roku.